# Gòssa
Gòssa, (en occità: Gòssa, en francès: Pays de Gosse) és un parçan o comarca d'Occitània situat a la Gascunya. La seva vil·la principal és Sent Martin de Hins.
Segons la proposta de divisió territorial d'Occitània del diari Jornalet, basada en l'obra de Frederic Zégierman Le Guide des pays de France, la comarca de Gòssa estaria ubicada a la regió de la Gascunya, subregió de Landes i Labrit.
Oficialment, les comunes del Gòssa estan adscrites administrativament al departament francès de les Landes (sud-oest), a la regió administrativa de Nova Aquitània.
Quatre comunes històrqiues de Gòssa estan associades en la mancomunitat de comunes de Senhans (en francès: communauté de communes du Seignanx), que és l'organ administratiu que més s'aproxima al parçan veí del Senhans. Aquestes són: Biarròta, Biudòs, Sent Bertomiu i Sent Laurenç de Gòssa.
Geogràficament, es considera que Gòssa és un dels sis parçans gascons que formen part de la regió natural de les Landes de l'Ador.